# Kéri László (politológus)
Kéri László (Röszke, 1951. augusztus 5. –) magyar politológus, szociológus, tanár. Petschnig Mária Zita közgazdász férje.

## Életpályája
Középfokú tanulmányai befejezése után 1970-ben a budapesti Eötvös Loránd Tudományegyetem Állam- és Jogtudományi Karán kezdett tanulni. A képzés elvégzése után, 1976-ban az ELTE Bölcsészettudományi Karára jelentkezett, ahol filozófiából és szociológiából szerzett diplomát.
1977-től a Budaörsi úti Kollégiumban az ő irányítása alatt jött létre a későbbi Bibó István Szakkollégium elődje, ahol 20-40 jogot hallgató diákkal kérésére tágabban kezdtek foglalkozni a társadalomtudományokkal. 1983 szeptemberében az akkori tanárok és hallgatók végül létre tudták hozni a szakkollégiumot a Ménesi úton (ahol most is működik). A szakkollégium igazgatói székében ugyan Stumpf István váltotta, Kéri mégis nevelőtanár maradt az intézményben. Ebben az időszakban Kéri olyan, a rendszerváltás után jelentős politikusokat és közéleti személyiségeket is tanított itt, mint Orbán Viktor, Simicska Lajos, Kövér László, Szájer József vagy épp a későbbi köztársasági elnök, Áder János.
1984-ben a Magyar Tudományos Akadémia Társadalomtudományi Intézetének főmunkatársa, 1991-től pedig annak Politikatudományi Bizottságának is a tagja volt.
1999-től fogva alapvetően televíziós szereplésekkel foglalkozik. Gyakori vendége volt a Heti Hetesnek, ahol országos ismertségre tett szert.
A kilencvenes években megszervezte a Kéri-kört, ahol értelmiségiek – köztük Orbán Viktor is – részt vettek zártkörű megbeszélésen arról, miképp lehetne a politikai válságot feloldani.
Az ATV Egyenes Beszéd  és a Hír TV Egyenesen című műsorainak is rendszeresen vendége volt.
Engem tüntettek ki és büntettek meg ugyanazért.
A 2024-es kegyelmi botrány kirobbanása és Magyar Péter politikai pályára lépése után interjú felkérései megszaporodnak.
Előadásmódja könnyed, szórakoztató, közérthető. 
2024-ben indul a Youtube csatornáján az a sorozat, ahol volt tanítványai (Szakonyi Noémi és Kiss Imre) számára mesél az életéről.  
2024 októberében Magyar Péter (a Tisza Párt elnökének) testvérének, Magyar Mártonnak, a Kontroll néven induló médiumánál kezd el műsorokat gyártani Kéri kérdi címmel.

### Magánélete
Felesége Petschnig Mária Zita közgazdász.
Közös honlapjuk az Új Évezred Krónikák, melynek gerincét az általuk készített, közel 8000 oldalnyi elemzés alkotja. A Negyedéves elemzések 2007-2020 között készülnek. 2019. novemberétől kezdik írni a havonkénti cikkeiket, melyek a Hírklikk portálon jelennek meg. Zita a gazdasági folyamatokról, László főként a politikai jelenségekről.
Feleségével közös szenvedélyük az utazás és a gombászás.

## Fontosabb művei
- Politikai folyamatok szocializációs metszetben, 1989
- Összeomlás után, 1991
- Between two systems. Seven studies on the Hungarian political changes; MTA Politikai Tudományok Intézete, Bp., 1992
- Napló elnökválasztással. Amerika kampány közben; MTA PTI–T-Twins, Bp., 1993
- Orbán Viktor, 1994
- Békesi László; riporter, dokumentumvál. Kéri László; Századvég, Bp., 1994 (Politikusportrék)
- 24 évszak, 1995 (társszerző: Petschnig Mária Zita)
- Tíz év próbaidő. A magyar átmenet politikai szociológiája, 1989–1998. Felsőoktatási tankönyv; Helikon, Bp., 1998 (Helikon universitas. Politológia)
- Hatalmi kísérletek. Kormányok, politika, média 1989 és 2000 között; Helikon, Bp., 2000 (Helikon universitas. Politológia)
- Kéri László–Petschnig Mária Zita: Még 24 évszak; Helikon, Bp., 2001 (Helikon universitas. Politológia, közgazdaságtan)
- Választástól népszavazásig; Kossuth, Bp., 2005
- A rendszerváltás krónikája, 1988–2009; Kossuth–Népszabadság, Bp., 2010
- Kéri László. Gránitszilárdság – A második Orbán-kormány félidejéről. Szentendre: A Hónap Könyve (2012). ISBN 978-963-08-3394-3(pdf); 978-963-08-3392-9(epub); 978-963-08-3393-6(mobi). Hozzáférés ideje: 2021. február 8.

## Díjai
- Húszéves a Köztársaság díj (2009)
- A XIII. kerület díszpolgára (2015)
- Radnóti Miklós antirasszista díj (2025)